# ナイアガラフォールズ平和会議

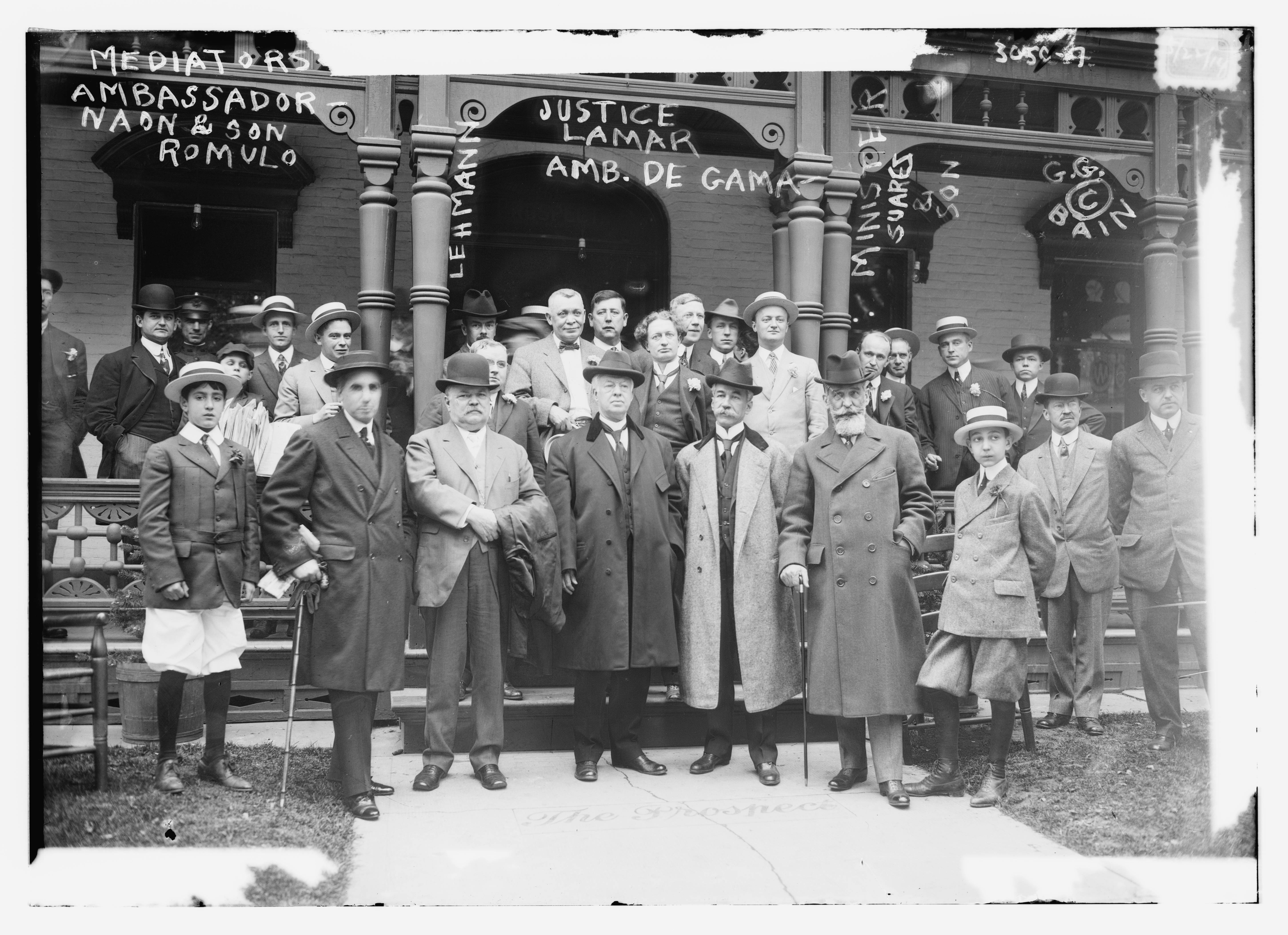
ロムロ・セバスティアン・ナオンとその息子ロムロ・セバスティアン・ナオン・ジュニア、フレドリック・ウィリアム・リーマン、ジョゼフ・ラッカー・ラマー、ドミシオ・ダ・ガマ、エドゥラド・スアレス・ムヒカとその息子。1914年、ナイアガラフォールズにて

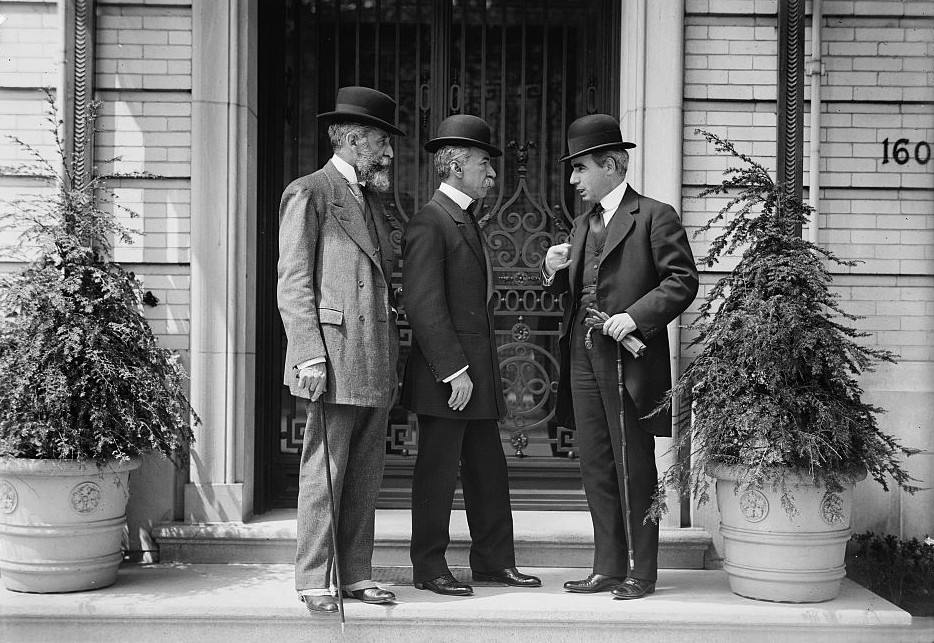
ドゥラド・スアレス・ムヒカとドミシオ・ダ・ガマ、ロムロ・セバスティアン・ナオン。1914年、ナイアガラフォールズ平和会議にて

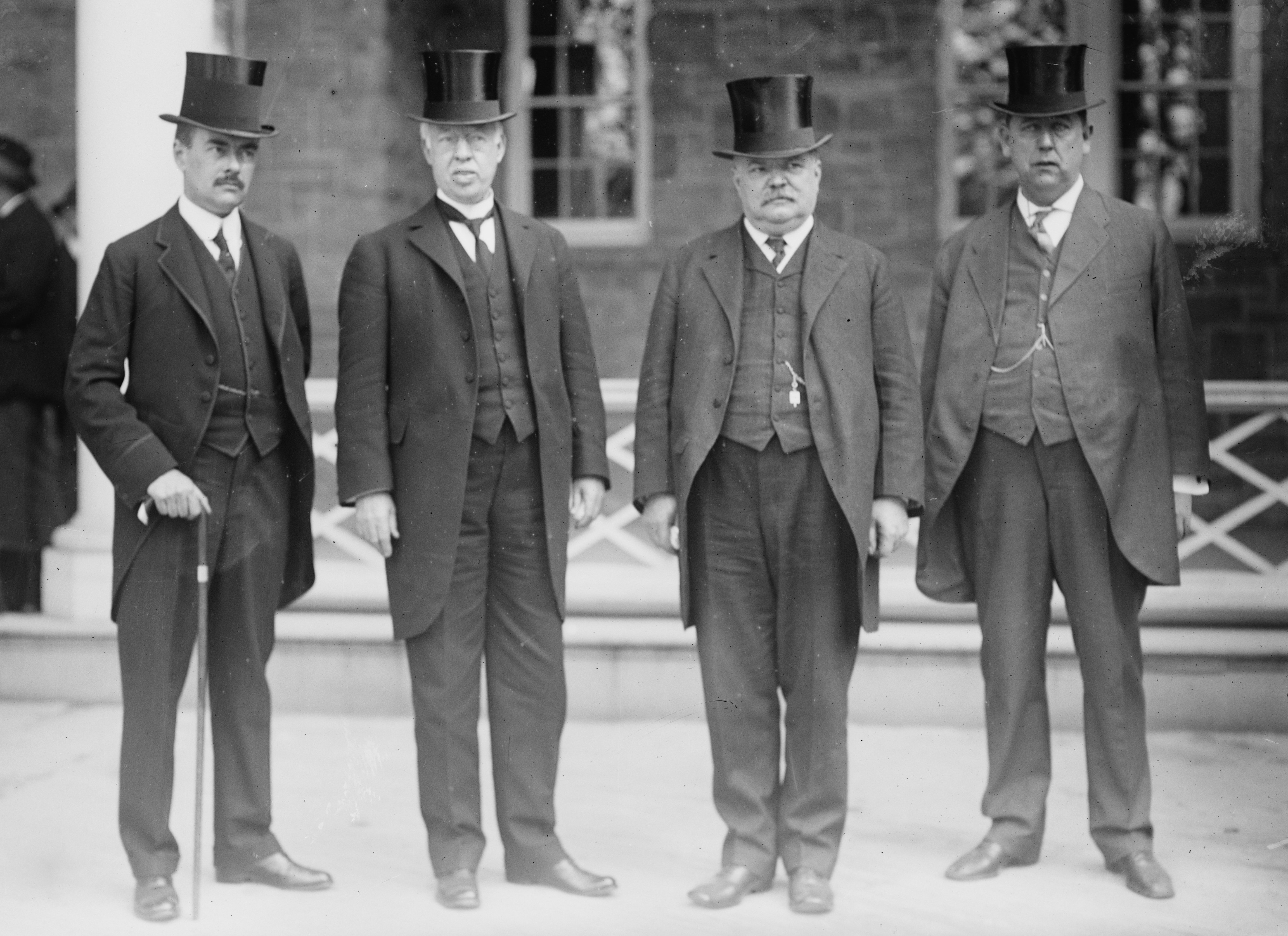
ヘンリー・パーシヴァル・ドッジ (Henry Percival Dodge)とジョゼフ・ラッカー・ラマー、フレドリック・ウィリアム・リーマン、ロバート・F・ローズ (Robert F. Rose) 1914年、ナイアガラフォールズ平和会議にて

ナイアガラフォールズ平和会議 (英語:Niagara Falls Peace Conference)、或いはABC会議 (ABC Conference)とは、1914年5月20日にアルゼンチンとブラジル、チリのABC強国がカナダのオンタリオ州ナイアガラフォールズで開催した会議。開催の目的は、アメリカ合衆国とメキシコ間での戦争の勃発を阻止することにあった。

## 背景
メキシコ革命真っ只中の1914年4月9日に起きたタンピコ事件とそれに続く1914年4月21日のベラクルス占領を機にアメリカ合衆国とメキシコ間で緊張が高まっていた。当時両国は互いに全ての外交ルートを通じて関係改善に尽くしていた。会議にはアルゼンチンのロムロ・セバスティアン・ナオン、ブラジルのドミシオ・ダ・ガマ、チリのエドゥラド・スアレス・ムヒカ、アメリカからは1910年12月から1912年7月までアメリカ合衆国訟務長官を務めたフレドリック・ウィリアム・リーマンとアメリカ合衆国連邦最高裁判所陪席判事を務めたジョゼフ・ラッカー・ラマーが参加した。

## 出席者
- ヘンリー・パーシヴァル・ドッジ　－　アメリカ
- フレドリック・ウィリアム・リーマン　－　アメリカ[4]
- ロバート・F・ローズ　－　アメリカ (アメリカ合衆国国務省)
- ジョゼフ・ラッカー・ラマー　－　アメリカ[4]
- ロムロ・セバスティアン・ナオン　－　アルゼンチン
- ドミシオ・ダ・ガマ　－　ブラジル
- エドゥラド・スアレス・ムヒカ　－　チリ